# Frontière entre la Finlande et la Russie
La frontière terrestre entre la Finlande et la Russie est une frontière internationale d'une longueur de 1 340 kilomètres qui sépare la Finlande de son seul voisin oriental, la fédération de Russie. C'est aussi l'une des frontières extérieures de l'espace Schengen.  

## Tracé
Le tracé de la frontière relie le fond du golfe de Finlande (baie de Rautalanselkä, près de la ville de Virolahti) à un tripoint situé dans le nord-est de la péninsule scandinave à proximité du lac Inari : les frontières entre la Finlande et la Norvège et entre cette dernière et la Russie y convergent. Le tracé suit donc peu ou prou le trentième méridien oriental en le coupant à plusieurs reprises.

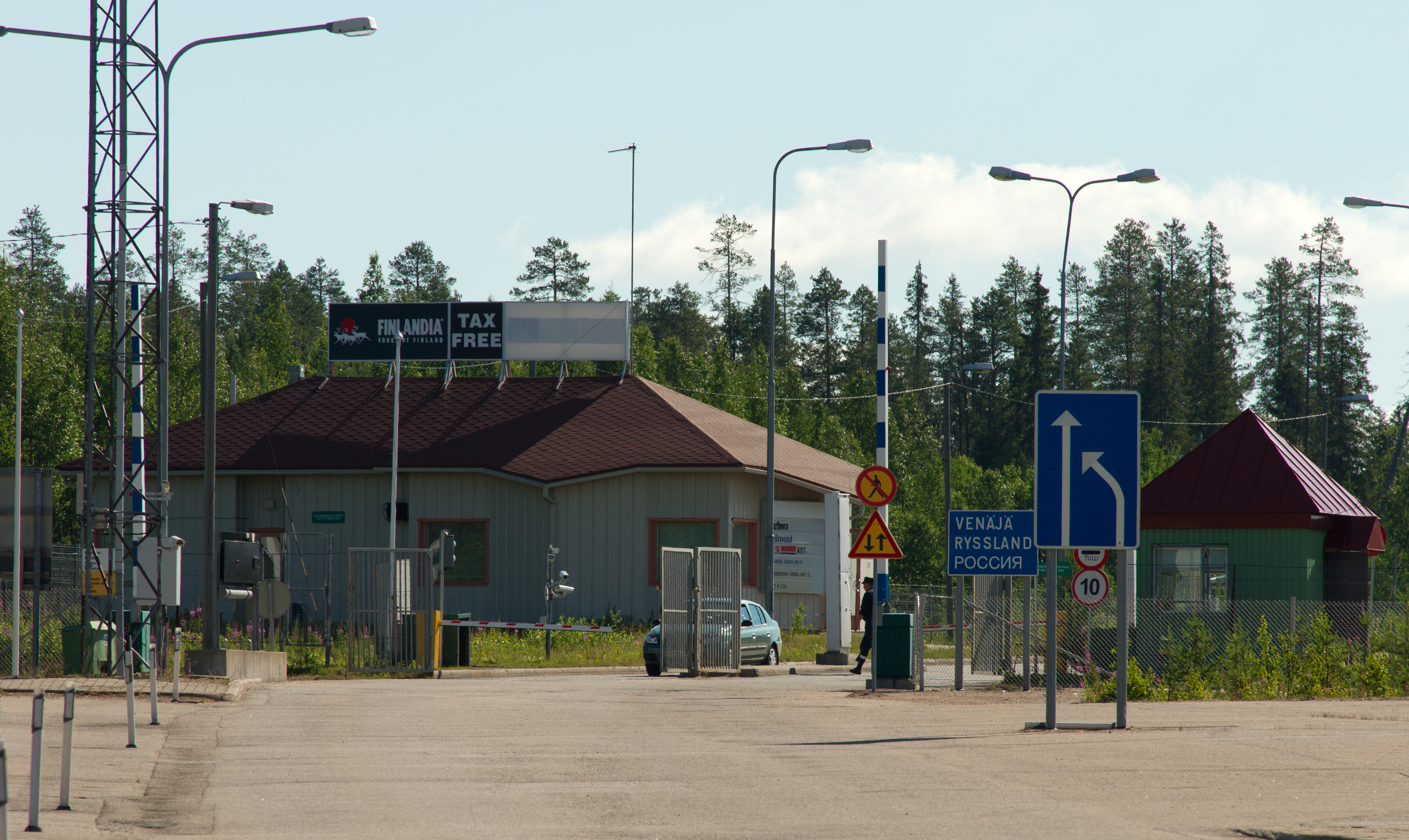
Poste-frontière russe à proximité de Vartius en Finlande.
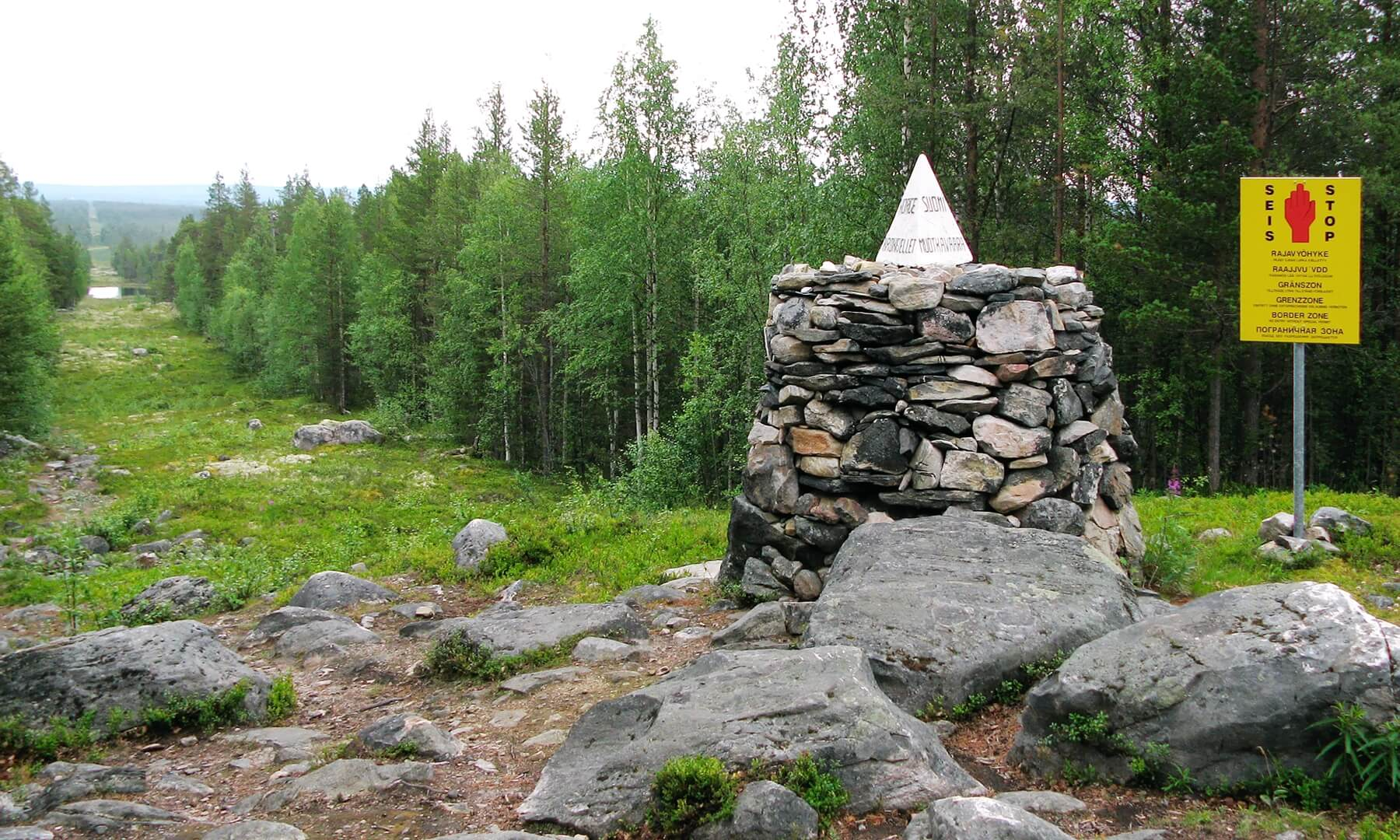
Tripoint des frontières Russie-Norvège-Finlande. Faire le tour de la pierre n’est pas autorisé.
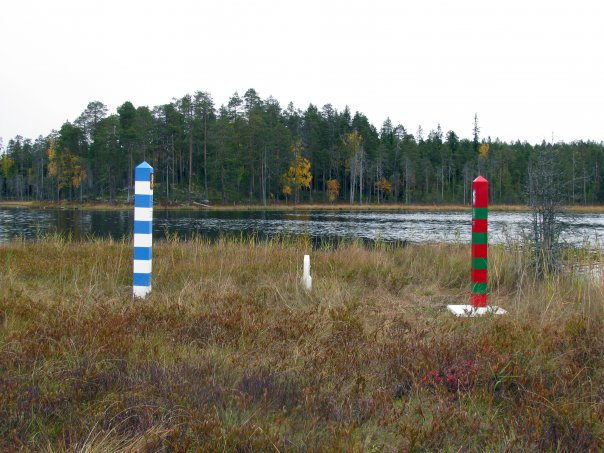
Jalons finlandais (bleu-blanc) et russe (rouge-vert) à l'extrémité orientale de la Finlande sur une île sans nom dans le lac Virmajärvi à Ilomantsi

## Historique
La frontière actuelle résulte du traité de Moscou en 1940, après la guerre d'Hiver et du traité de Paris en 1947, après la guerre de Continuation et la seconde Guerre mondiale, et qui voit la Finlande abandonner une partie de la Carélie, les îles du golfe de Finlande, la bande de Petsamo et la péninsule de Rybatchi au profit de l'Union des républiques socialistes soviétiques.
La péninsule de Porkkala (avec la base navale, Kirkkonummi) et la péninsule d'Upinniemi (en) sont rendues à la Finlande en 1956.
En novembre 2022, la Finlande annonce la construction entre 2023 et 2026 le long de la frontière d'une clôture de trois mètres de haut, avec barbelé sur 200 km de long en remplacement du simple grillage présent actuellement, dans le contexte d'invasion de l'Ukraine par la Russie, pour un coût de 380 millions d'euros. Sa construction démarre en février 2023.

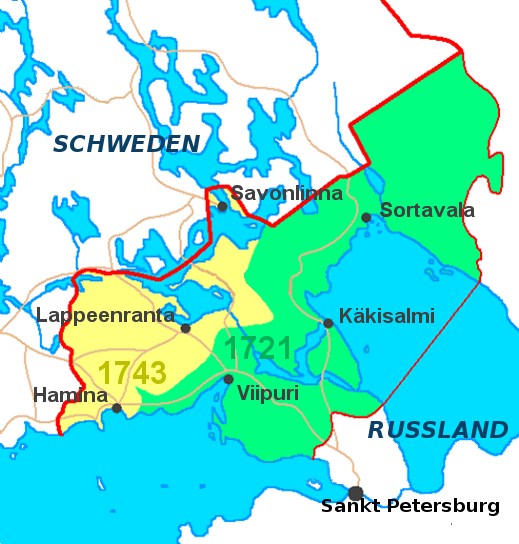
Ancienne Finlande, transférée au Grand-Duché en 1812.
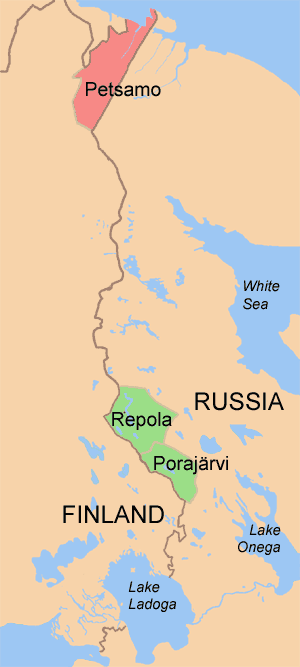
Après le traité de Tartu, en 1920, la Finlande renonce à ses prétentions sur Repola et Porajärvi en échange de la région de Petsamo
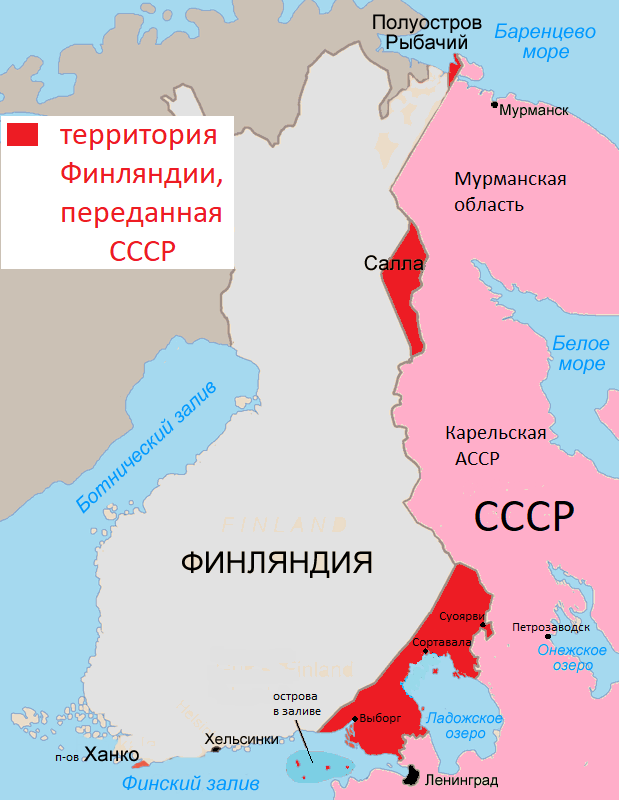
Pertes territoriales de la Finlande au profit de l'Union soviétique en 1940
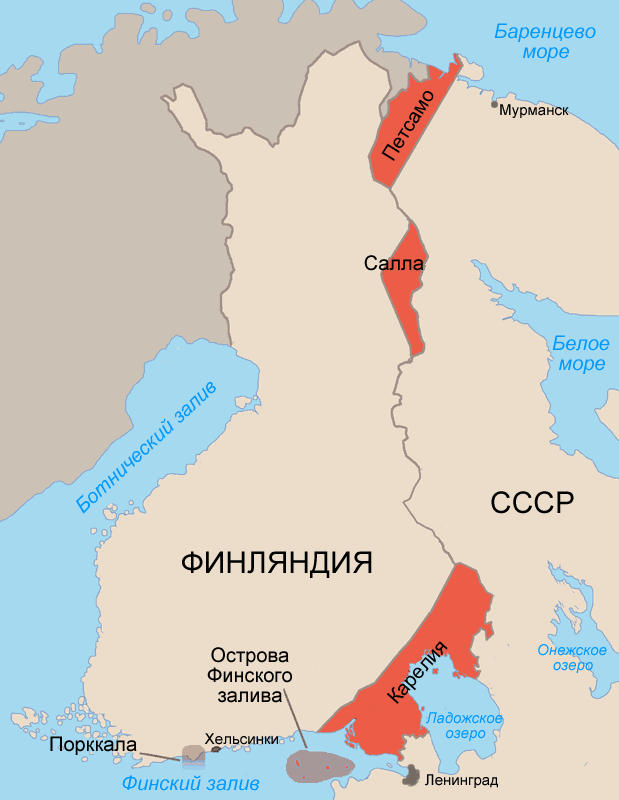
Pertes territoriales de la Finlande au profit de l’Union soviétique à la fin de la Seconde Guerre mondiale; Porkkala a été rendu en 1956.

## Régions
| Régions de Finlande limitrophes de la Russie - Laponie - Ostrobotnie du Nord - Cajanie - Carélie du Nord - Carélie du Sud - Vallée de la Kymi | Régions de Russie limitrophes de la Finlande - Oblast de Mourmansk - République de Carélie - Oblast de Léningrad |

### Points de passages routiers
Il existe très peu de points de passages routiers traversant la frontière. Le tableau ci-dessous reprend celui concernant les routes[pas clair].
| Route Européenne | Route de Finlande | Villes desservies côté finlandais | Point de passage  | Villes desservies côté russe | Route de Russie |
| ---------------- | ----------------- | --------------------------------- | ----------------- | ---------------------------- | --------------- |
| E 18             |                   | Turku/Naantali - Helsinki         | Vaalimaa          | Saint-Petersbourg            |                 |
|                  |                   | Paltamo-Kuhmo                     | Vartius           | Kostomoukcha                 | A137            |
|                  |                   | Imatra-Mikkeli                    | Imatra-Svetogorsk | Vyborg                       | 41A-183         |
|                  |                   | Inari-Ivalo                       | Raja-Jooseppi     | Mourmansk                    |                 |
| E 63             |                   | Tohmajärvi                        | Niirala           | Sortavala, Petroskoi         |                 |
|                  |                   | Rovaniemi, Kemijärvi              | Salla             | Alakourtti, Mourmansk        | 47A-001         |
|                  |                   | Lappeenranta-Kokkola              | Nuijamaa          | Vyborg                       | 41K-084         |

### Points de passages ferroviaires
Il existe six points de passages ferroviaires traversant la frontière. Toutes les lignes sont à voie à l'écartement particulier de la Finlande (1 524 mm) très voisin et compatible avec l'écartement russe (1 520 mm). Le tableau ci-dessous les reprend.
| Code UIC | Ligne de Finlande                           | Gare de Finlande                 | Ligne de Russie                             | Gare de Russie   | Remarques                             |
| -------- | ------------------------------------------- | -------------------------------- | ------------------------------------------- | ---------------- | ------------------------------------- |
| 720      | Chemin de fer Riihimäki – Saint-Pétersbourg | Gare ferroviaire de Vainikkala   | Chemin de fer Riihimäki – Saint-Pétersbourg | Buslovskaia (ru) | Voie unique électrifiée 25 kV - 50 Hz |
| 721      | Ligne Imatra–Antrea                         | Gare ferroviaire d'Imatra        | Ligne Imatra–Antrea                         | Svetogorsk       | Voie unique non électrifiée           |
| 722      | Ligne Simpele-Elisenvaara                   | Gare ferroviaire de Simpele (fi) | Ligne Simpele-Elisenvaara                   | Elisenvaara      | Ligne déposée                         |
| 723      | Ligne Parikkala-Elisenvaara                 | Gare ferroviaire de Parikkala    | Ligne Parikkala-Elisenvaara                 | Elisenvaara      | Ligne déposée                         |
| 724      | Ligne de Niirala                            | Gare ferroviaire de Niirala      | Ligne de Niirala                            | Vyartsilya       | Voie unique non électrifiée           |
| 725      | Voie ferrée Kontiomäki–Vartius              | Gare ferroviaire de Vartius      | Ligne de Kontiomäki à Vartius               | Kivijarvi (fi)   | Voie unique électrifiée 25 kV - 50 Hz |